# Motomondiale 2005
Il Motomondiale 2005 è stata la 57ª edizione del motomondiale ed è stata disputata su 17 gran premi, numero mai raggiunto in precedenza. Rispetto all'edizione precedente non furono più presenti il Gran Premio motociclistico del Brasile e quello del Sudafrica, in compenso si videro le prime edizioni dei GP di Cina e di quello di Turchia. Tornò anche il GP degli Stati Uniti d'America che rappresentò anche un'anomalia visto che vi gareggiavano sole le MotoGP, con il risultato che dopo parecchi anni le varie classi non disputavano più lo stesso numero di prove.

## Il contesto
Per quanto riguarda i regolamenti una modifica importante venne inserita per la classe 125 con il limite massimo di età per potervi partecipare: tale limite fu stabilito in 28 anni.
Il campionato si è aperto il 10 aprile 2005 a Jerez de la Frontera in Spagna ed ha avuto termine nella stessa nazione il 6 novembre con il Gran Premio motociclistico della Comunità Valenciana. Il calendario subì peraltro delle modifiche notevoli rispetto all'anno precedente: non vi furono più la serie consecutiva di prove disputate in Europa ma, dopo le prove del Gran Premio motociclistico di Spagna e di Portogallo si assistette a una prima trasferta in Cina, seguita da un ritorno in Europa per 4 prove, una nuova trasferta negli Stati Uniti d'America, un terzo ritorno in Europa per altre tre gare. La seconda metà della stagione prevedeva nuovamente una trasferta in Asia per gareggiare in Giappone, Malaysia e Qatar, una in Oceania per il GP d'Australia e un quarto e definitivo rientro in territorio europeo per le due prove conclusive in Turchia e per il Gran Premio motociclistico della Comunità Valenciana.
I titoli piloti furono assegnati a Valentino Rossi su Yamaha in MotoGP, a Daniel Pedrosa su Honda in classe 250 e a Thomas Lüthi, anche lui su Honda in classe 125. Tra i costruttori si imposero rispettivamente Yamaha, Honda e KTM, quest'ultima in classe 125.

## Il calendario
| Data         | Gran Premio                  | Circuito             | Vincitore MotoGP | Vincitore 250   | Vincitore 125    | Resoconto |
| ------------ | ---------------------------- | -------------------- | ---------------- | --------------- | ---------------- | --------- |
| 10 aprile    | GP di Spagna                 | Jerez de la Frontera | Valentino Rossi  | Daniel Pedrosa  | Marco Simoncelli | Resoconto |
| 17 aprile    | GP del Portogallo            | Estoril              | Alex Barros      | Casey Stoner    | Mika Kallio      | Resoconto |
| 1º maggio    | GP di Cina                   | Shanghai             | Valentino Rossi  | Casey Stoner    | Mattia Pasini    | Resoconto |
| 15 maggio    | GP di Francia                | Le Mans              | Valentino Rossi  | Daniel Pedrosa  | Thomas Lüthi     | Resoconto |
| 5 giugno     | GP d'Italia                  | Mugello              | Valentino Rossi  | Daniel Pedrosa  | Gábor Talmácsi   | Resoconto |
| 12 giugno    | GP di Catalogna              | Catalogna            | Valentino Rossi  | Daniel Pedrosa  | Mattia Pasini    | Resoconto |
| 25 giugno    | GP d'Olanda                  | Assen                | Valentino Rossi  | Sebastián Porto | Gábor Talmácsi   | Resoconto |
| 10 luglio    | GP degli USA                 | Laguna Seca          | Nicky Hayden     | No 250 e 125    | No 250 e 125     | Resoconto |
| 24 luglio    | GP di Gran Bretagna          | Donington Park       | Valentino Rossi  | Randy de Puniet | Julián Simón     | Resoconto |
| 31 luglio    | GP di Germania               | Sachsenring          | Valentino Rossi  | Daniel Pedrosa  | Mika Kallio      | Resoconto |
| 28 agosto    | GP della Repubblica Ceca     | Brno                 | Valentino Rossi  | Daniel Pedrosa  | Thomas Lüthi     | Resoconto |
| 18 settembre | GP del Giappone              | Motegi               | Loris Capirossi  | Hiroshi Aoyama  | Mika Kallio      | Resoconto |
| 25 settembre | GP della Malesia             | Sepang               | Loris Capirossi  | Casey Stoner    | Thomas Lüthi     | Resoconto |
| 1º ottobre   | GP del Qatar                 | Losail               | Valentino Rossi  | Casey Stoner    | Gábor Talmácsi   | Resoconto |
| 16 ottobre   | GP d'Australia               | Phillip Island       | Valentino Rossi  | Daniel Pedrosa  | Thomas Lüthi     | Resoconto |
| 23 ottobre   | GP di Turchia                | Istanbul             | Marco Melandri   | Casey Stoner    | Mike Di Meglio   | Resoconto |
| 6 novembre   | GP della Comunità Valenciana | Valencia             | Marco Melandri   | Daniel Pedrosa  | Mika Kallio      | Resoconto |

## Sistema di punteggio e legenda
| Pos.  | 1  | 2  | 3  | 4  | 5  | 6  | 7 | 8 | 9 | 10 | 11 | 12 | 13 | 14 | 15 | 16 > |
| ----- | -- | -- | -- | -- | -- | -- | - | - | - | -- | -- | -- | -- | -- | -- | ---- |
| Punti | 25 | 20 | 16 | 13 | 11 | 10 | 9 | 8 | 7 | 6  | 5  | 4  | 3  | 2  | 1  | 0    |

## Le classi

### MotoGP

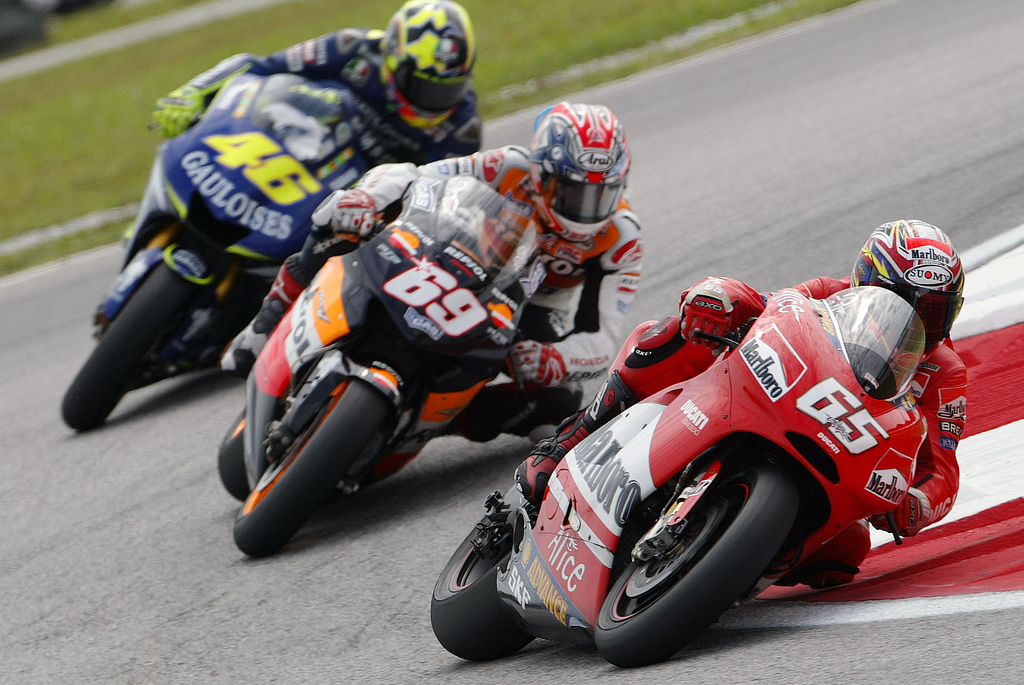
Una fase di gara con Capirossi, Hayden e Rossi.

La classe regina vide il ritiro dalle competizioni della Aprilia. Il titolo piloti andò per la quarta volta consecutiva a Valentino Rossi sulla Yamaha YZR-M1 grazie anche a 11 vittorie nelle 17 gare in calendario, tanto che venne assegnato matematicamente già in occasione del GP della Malesia, con 4 gare di anticipo.
Secondo nel Mondiale giunse Marco Melandri, vincitore di due gran premi su una Honda RC211V del team Movistar Honda, mentre terzo arrivò Nicky Hayden su una Honda RC211V del team Repsol Honda.
Il titolo costruttori fu appannaggio della Yamaha che precedette Honda e Ducati, mentre quello riservato ai team fu di Yamaha Racing che schierava Rossi e Colin Edwards.
Per festeggiare i 50 anni dalla prima partecipazione alle gare del motomondiale, in due occasioni la Yamaha sfoggiò, anziché la livrea con i colori dello sponsor, una colorazione gialla e una colorazione bianca che ricordava quella delle sue prime partecipazioni.
In occasione del GP di Gran Bretagna la gara fu disturbata dal maltempo e solo 11 piloti tagliarono il traguardo, cosicché non vennero assegnati tutti i punti disponibili. Il GP di Germania venne invece disputato in due manche con l'ordine di partenza della seconda deciso dall'ordine di arrivo della prima; i piloti che non furono in grado di presentarsi al secondo via perché fermatisi nei primi 5 giri, a seconda delle fonti, vengono considerati come "ritirati" o "non partiti".

#### Classifica piloti (prime 5 posizioni)
| Pos. | Pilota          | Moto   |     |   |   |   |   |   |   |     |     |   |   |     |    |     |     |    |   | P.ti |
| ---- | --------------- | ------ | --- | - | - | - | - | - | - | --- | --- | - | - | --- | -- | --- | --- | -- | - | ---- |
| 1    | Valentino Rossi | Yamaha | 1   | 2 | 1 | 1 | 1 | 1 | 1 | 3   | 1   | 1 | 1 | Rit | 2  | 1   | 1   | 2  | 3 | 367  |
| 2    | Marco Melandri  | Honda  | 3   | 4 | 3 | 4 | 4 | 3 | 2 | Rit | Rit | 7 | 6 | Rit | 5  | 2   | 4   | 1  | 1 | 220  |
| 3    | Nicky Hayden    | Honda  | Rit | 7 | 9 | 6 | 6 | 5 | 4 | 1   | Rit | 3 | 5 | 7   | 4  | 3   | 2   | 3  | 2 | 206  |
| 4    | Colin Edwards   | Yamaha | 9   | 6 | 8 | 3 | 9 | 7 | 3 | 2   | 4   | 8 | 7 | 6   | 10 | 4   | 6   | 7  | 8 | 179  |
| 5    | Max Biaggi      | Honda  | 7   | 3 | 5 | 5 | 2 | 6 | 6 | 4   | Rit | 4 | 3 | 2   | 6  | Rit | Rit | 12 | 6 | 173  |
| Pos. | Pilota          | Moto   |     |   |   |   |   |   |   |     |     |   |   |     |    |     |     |    |   | P.ti |

| Legenda                                                                        | 1º posto        | 2º posto        | 3º posto | A punti      | Senza punti        | Grassetto=Pole position Corsivo=Giro più veloce |
| Legenda                                                                        | Gara non valida | Non qualificato | Ritirato | Squalificato | "-" Dato non disp. | Grassetto=Pole position Corsivo=Giro più veloce |
| Fonte dei dati: motogp.com, racingmemo.free.fr, autosport.com, jumpingjack.nl. |                 |                 |          |              |                    |                                                 |

#### Classifica costruttori (prime tre posizioni)
| Pos. | Costruttore | Motocicletta |    |   |    |   |   |    |   |    |   |   |   |   |   |   |   |   |   | P.ti |
| ---- | ----------- | ------------ | -- | - | -- | - | - | -- | - | -- | - | - | - | - | - | - | - | - | - | ---- |
| 1    | Yamaha      | YZR-M1       | 1  | 2 | 1  | 1 | 1 | 1  | 1 | 2  | 1 | 1 | 1 | 6 | 2 | 1 | 1 | 2 | 3 | 381  |
| 2    | Honda       | RC211V       | 2  | 1 | 3  | 2 | 2 | 2  | 2 | 1  | 3 | 2 | 3 | 2 | 4 | 2 | 2 | 1 | 1 | 341  |
| 3    | Ducati      | Desmosedici  | 10 | 5 | 12 | 7 | 3 | 11 | 9 | 10 | 5 | 9 | 2 | 1 | 1 | 6 | 3 | 5 | 4 | 202  |

#### Classifiche squadre (prime tre posizioni)
| Pos. | Squadra               | Piloti          |     |     |   |   |     |   |   |     |     |   |     |     |     |     |     |    |     | P.ti |
| ---- | --------------------- | --------------- | --- | --- | - | - | --- | - | - | --- | --- | - | --- | --- | --- | --- | --- | -- | --- | ---- |
| 1    | Gauloises Yamaha      | Valentino Rossi | 1   | 2   | 1 | 1 | 1   | 1 | 1 | 3   | 1   | 1 | 1   | Rit | 2   | 1   | 1   | 2  | 3   | 546  |
| 1    | Gauloises Yamaha      | Colin Edwards   | 9   | 6   | 8 | 3 | 9   | 7 | 3 | 2   | 4   | 8 | 7   | 6   | 10  | 4   | 6   | 7  | 8   | 546  |
| 2    | Repsol Honda          | Nicky Hayden    | Rit | 7   | 9 | 6 | 6   | 5 | 4 | 1   | Rit | 3 | 5   | 7   | 4   | 3   | 2   | 3  | 2   | 379  |
| 2    | Repsol Honda          | Max Biaggi      | 7   | 3   | 5 | 5 | 2   | 6 | 6 | 4   | Rit | 4 | 3   | 2   | 6   | Rit | Rit | 12 | 6   | 379  |
| 3    | Movistar Honda MotoGP | Marco Melandri  | 3   | 4   | 3 | 4 | 4   | 3 | 2 | Rit | Rit | 7 | 6   | Rit | 5   | 2   | 4   | 1  | 1   | 370  |
| 3    | Movistar Honda MotoGP | Sete Gibernau   | 2   | Rit | 4 | 2 | Rit | 2 | 5 | 5   | Rit | 2 | Rit | Rit | Rit | 5   | 5   | 4  | Rit | 370  |
| Pos. | Squadra               | Piloti          |     |     |   |   |     |   |   |     |     |   |     |     |     |     |     |    |     | P.ti |

| Legenda                                                                        | 1º posto        | 2º posto        | 3º posto | A punti      | Senza punti        | Grassetto=Pole position Corsivo=Giro più veloce |
| Legenda                                                                        | Gara non valida | Non qualificato | Ritirato | Squalificato | "-" Dato non disp. | Grassetto=Pole position Corsivo=Giro più veloce |
| Fonte dei dati: motogp.com, racingmemo.free.fr, autosport.com, jumpingjack.nl. |                 |                 |          |              |                    |                                                 |

### Classe 250

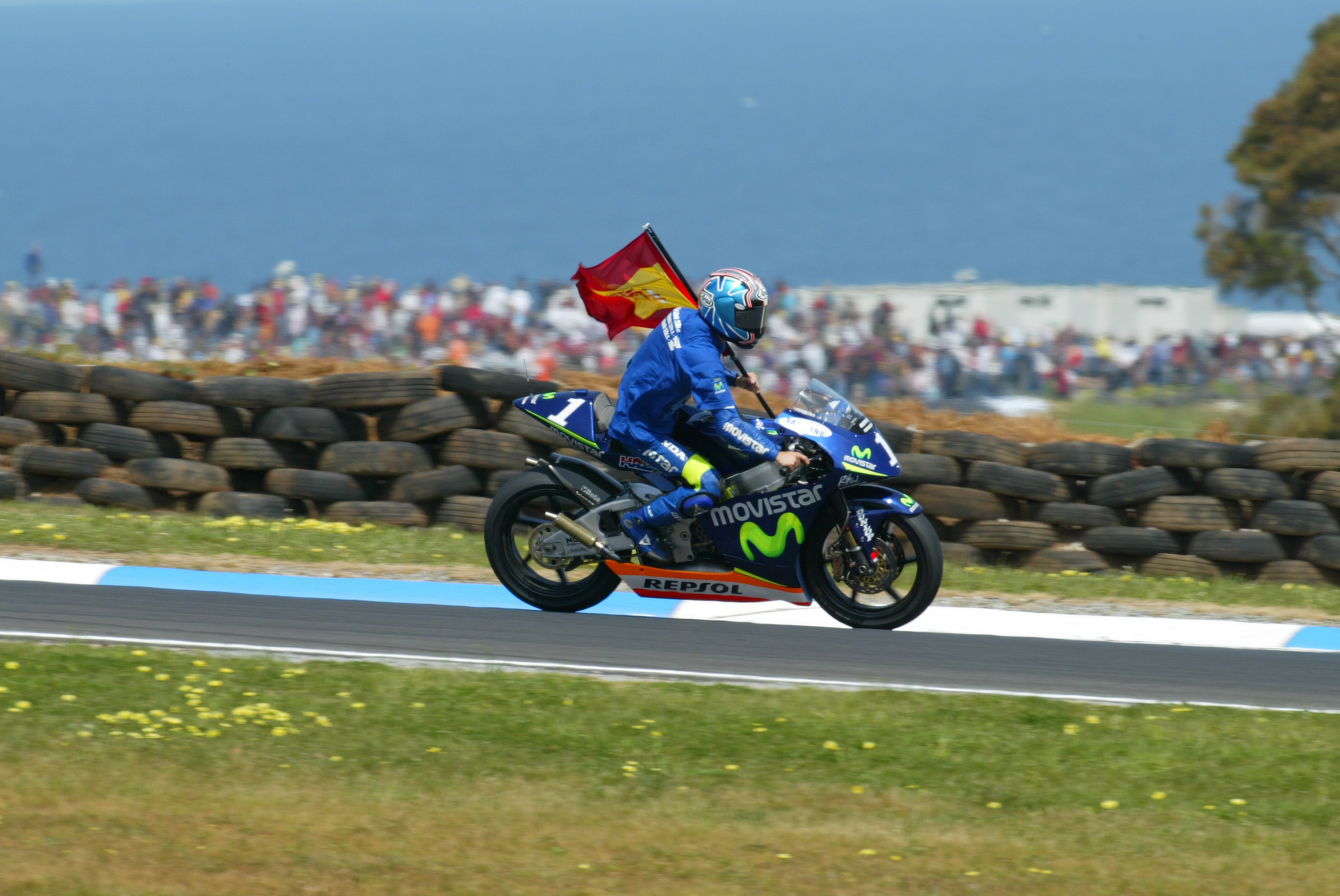
Pedrosa festeggia il suo secondo campionato del mondo della 250 al termine del Gran Premio d'Australia.

Per il secondo anno consecutivo il titolo fu conquistato da Daniel Pedrosa su Honda RS-W che ottenne 8 vittorie sulle 16 gare e che precedette Casey Stoner su una Aprilia RSW e Andrea Dovizioso su Honda. Il titolo venne assegnato matematicamente con 3 gare di anticipo.
Il titolo costruttori andò a Honda che ottenne 9 vittorie e precedette Aprilia con 7 vittorie.
Al termine del GP del Giappone, Jorge Lorenzo venne giudicato dalla direzione di gara responsabile della caduta del pilota sammarinese Alex De Angelis, pertanto al pilota spagnolo venne comminata una squalifica per il gran premio successivo.

#### Classifica piloti (prime 5 posizioni)
| Pos. | Pilota           | Moto    |     |    |   |   |   |     |   |    |     |     |   |     |     |   |     |   |   | P.ti |
| ---- | ---------------- | ------- | --- | -- | - | - | - | --- | - | -- | --- | --- | - | --- | --- | - | --- | - | - | ---- |
| 1    | Daniel Pedrosa   | Honda   | 1   | 4  | 6 | 1 | 1 | 1   | 2 | NE | 4   | 1   | 1 | 2   | Rit | 4 | 1   | 2 | 1 | 309  |
| 2    | Casey Stoner     | Aprilia | Rit | 1  | 1 | 4 | 4 | 2   | 6 | NE | 3   | 7   | 3 | 3   | 1   | 1 | Rit | 1 | 3 | 254  |
| 3    | Andrea Dovizioso | Honda   | 4   | 2  | 2 | 3 | 8 | 3   | 7 | NE | 7   | 4   | 6 | 6   | Rit | 3 | 5   | 5 | 9 | 189  |
| 4    | Hiroshi Aoyama   | Honda   | Rit | 6  | 3 | 6 | 7 | 4   | 4 | NE | Rit | 3   | 5 | 1   | 5   | 6 | 6   | 3 | 6 | 180  |
| 5    | Jorge Lorenzo    | Honda   | 6   | 10 | 9 | 5 | 2 | Rit | 3 | NE | 8   | Rit | 2 | Rit |     | 2 | 3   | 4 | 2 | 167  |
| Pos. | Pilota           | Moto    |     |    |   |   |   |     |   |    |     |     |   |     |     |   |     |   |   | P.ti |

| Legenda                                                                        | 1º posto        | 2º posto        | 3º posto | A punti      | Senza punti        | Grassetto=Pole position Corsivo=Giro più veloce |
| Legenda                                                                        | Gara non valida | Non qualificato | Ritirato | Squalificato | "-" Dato non disp. | Grassetto=Pole position Corsivo=Giro più veloce |
| Fonte dei dati: motogp.com, racingmemo.free.fr, autosport.com, jumpingjack.nl. |                 |                 |          |              |                    |                                                 |

#### Classifica costruttori (prime tre posizioni)
| Pos. | Costruttore | Motocicletta |   |   |   |   |   |   |   |    |   |    |    |     |     |    |   |   |   | P.ti |
| ---- | ----------- | ------------ | - | - | - | - | - | - | - | -- | - | -- | -- | --- | --- | -- | - | - | - | ---- |
| 1    | Honda       | RS 250 R     | 1 | 2 | 2 | 1 | 1 | 1 | 2 | NE | 4 | 1  | 1  | 1   | 5   | 2  | 1 | 2 | 1 | 349  |
| 2    | Aprilia     | RSV 250      | 2 | 1 | 1 | 2 | 3 | 2 | 1 | NE | 1 | 2  | 3  | 3   | 1   | 1  | 2 | 1 | 3 | 339  |
| 3    | KTM         | 250 FRR      |   |   |   |   |   |   |   | NE | 2 | 10 | 12 | Rit | Rit | NP |   |   |   | 30   |

### Classe 125
Il titolo piloti fu ottenuto da Thomas Lüthi su una Honda che precedette due KTM guidate rispettivamente da Mika Kallio e Gábor Talmácsi. La casa motociclistica austriaca ottenne il titolo nella classifica riservata ai costruttori, precedendo la Honda.
In occasione del GP di Gran Bretagna la gara è stata interrotta per il maltempo ed è stata data una seconda partenza; secondo il regolamento in vigore la prima parte di gara è servita solamente per la definizione della nuova griglia di partenza e, a seconda delle fonti, i piloti che non hanno preso la seconda partenza vengono considerati ritirati o non partiti.

#### Classifica piloti (prime 5 posizioni)
| Pos. | Pilota           | Moto    |     |     |    |    |     |   |     |    |     |     |     |     |   |   |   |     |   | P.ti |
| ---- | ---------------- | ------- | --- | --- | -- | -- | --- | - | --- | -- | --- | --- | --- | --- | - | - | - | --- | - | ---- |
| 1    | Thomas Lüthi     | Honda   | Rit | 3   | 4  | 1  | 2   | 7 | 10  | NE | 6   | 2   | 1   | 2   | 1 | 6 | 1 | 5   | 9 | 242  |
| 2    | Mika Kallio      | KTM     | 2   | 1   | 11 | 3  | Rit | 3 | Rit | NE | 7   | 1   | 2   | 1   | 2 | 2 | 5 | Rit | 1 | 237  |
| 3    | Gábor Talmácsi   | KTM     | 5   | Rit | 3  | 6  | 1   | 4 | 1   | NE | Rit | 4   | 9   | Rit | 5 | 1 | 7 | 4   | 2 | 198  |
| 4    | Mattia Pasini    | Aprilia | 4   | 8   | 1  | NP | 4   | 1 | 3   | NE | Rit | Rit | Rit | 5   | 3 | 9 | 4 | 2   | 3 | 183  |
| 5    | Marco Simoncelli | Aprilia | 1   | 10  | 6  | 5  | Rit | 2 | 20  | NE | 4   | 3   | 3   | Rit | 9 | 3 | 3 | 6   | 5 | 177  |
| Pos. | Pilota           | Moto    |     |     |    |    |     |   |     |    |     |     |     |     |   |   |   |     |   | P.ti |

| Legenda                                                                        | 1º posto        | 2º posto        | 3º posto | A punti      | Senza punti        | Grassetto=Pole position Corsivo=Giro più veloce |
| Legenda                                                                        | Gara non valida | Non qualificato | Ritirato | Squalificato | "-" Dato non disp. | Grassetto=Pole position Corsivo=Giro più veloce |
| Fonte dei dati: motogp.com, racingmemo.free.fr, autosport.com, jumpingjack.nl. |                 |                 |          |              |                    |                                                 |

#### Classifica costruttori (prime tre posizioni)
| Pos. | Costruttore | Motocicletta |   |   |   |   |   |   |   |    |   |   |   |   |   |   |   |   |   | P.ti |
| ---- | ----------- | ------------ | - | - | - | - | - | - | - | -- | - | - | - | - | - | - | - | - | - | ---- |
| 1    | KTM         | 125 FRR      | 2 | 1 | 3 | 3 | 1 | 3 | 1 | NE | 1 | 1 | 2 | 1 | 2 | 1 | 5 | 4 | 1 | 332  |
| 2    | Honda       | RS 125 R     | 3 | 3 | 2 | 1 | 2 | 5 | 4 | NE | 2 | 2 | 1 | 2 | 1 | 4 | 1 | 1 | 6 | 304  |
| 3    | Aprilia     | RS 125 R     | 1 | 2 | 1 | 2 | 3 | 1 | 2 | NE | 4 | 3 | 3 | 3 | 3 | 3 | 3 | 2 | 3 | 296  |